# نادي المولودية الوجدية
نادي المولودية الوجدية أو نادي مولودية وجدة هو نادي رياضي مغربي من مدينة وجدة، تأسس سنة 1946، وينشط في البطولة الوطنية المغربية.

## التأسيس
المولودية الوجدية نادي مغربي ينحدر من الجهة الشرقية للمملكة المغربية، و يعتبر الفريق الأول بمدينة وجدة. سمي باسم المولودية الوجدية لأن موعد ظهوره في الوجود تناسب مع دكرى المولد النبوي الشريف و بالضبط في 16 مارس 1946 الموافق ل 12 ربيع الثاني 1365. و أول من ترأس المولودية هو المرحوم بنشيخ. و يلقب الفريق ب"سندباد الشرق".

### البطولات
بعد مرور 11 سنة على تأسيس المولودية، وبعد استقلال المملكة المغربية، نظمت أول كأس عرش سنة 1957، كان للمولودية الشرف أن يستقر بخزانتها بعد انتصارها على الوداد البيضاوي بالدار البيضاء، في سنة 1958 ثاني كأس عرش، لم تفلت أيضا من أيدي المولودية، بعدما فازت مرة أخرى على الوداد البيضاوي وسط الدار البيضاء بهدفين لواحد، لتضم كأسا غالية ثانية لرصيدها. في سنة 1959 المولودية بالنهائي الثالث على التوالي ضد الجيش الملكي بالدار البيضاء انهزمت المولودية بهدف يتيم. في السنة الموالية 1960 المولودية بالنهائي الرابع على التوالي ضد الفتح الرباطي، المولودية تنتصر وتضم الكأس الثالث لخزانتها، النهائي الذي حضره محمد الخامس رفقة الملك الأردني الحسين بن عبد الله. في سنة 1962 لعبت المولودية النهائي الخامس ضد الكوكب المراكشي وفازت بهدف لتضيف كأسا رابعة لخزانتها. فتأهلت المولودية إلى نهائي كأس السوبر المغربي لسنة 1963 الذي خسرته ضد الجيش الملكي بنتيجة 5-3، غابت المولودية لتعود سنة 1972 متوجة بكأس المغرب العربي، وتتوج سنة 1975 بالبطولة الوطنية المغربية وخسر نهائي كأس السوبر المغربي سنة 1975 للمرة التانية امام شباب المحمدية، لتغيب البطولات عن خزانة المولودية منذ ذاك الحين. غابت البطولات واختفت الكؤوس الخمس من خزانة الفريق، لا أحد يعلم مكانها للأسف لكن الكل يعلم أنها للمولودية الوجدية فقط.

### الأزمات المالية
من بداية الثمانينات اختلفت موازين الكرة المغربية، حيث أصبحت الكرة أكثر اعتمادا على المستشهرين الذين ضخوا في ميزانيات الفريق أموالا ساعدتهم على جلب لاعبين جدد لدعم صفوفهم ولدخول المنافسة، هذا الدعم الذي افتقده الفريق الوجدي نظرا للتهميش، فلم تكن بالمدينة معامل أو شركات قادرة على دعم الفريق، مما جعل المولودية تتأرجح بين رتب متأخرة ما أدى إلى سقوطها للقسم الوطني الثاني لأول مرة في تاريخها موسم 1987/1988 ،لتبقى ممارسة بالقسم الثاني لمدة 4 سنوات لتعود للقسم الوطني الأول موسم 1992/1993 عودة كانت جد عادية لم يحقق فيها الفريق أي شيء يذكر، ليعود للقسم الثاني بعد أربع مواسم، وبالضبط في موسم 1998/1999 ليلعب في القسم الثاني 4 سنوات أخرى ليعود للقسم الأول موسم 2003/2004 حيث حقق المركز السابع.
لا يزال الفريق الوجدي بدون مستشهر قار يدعم الفريق لجلب لاعبين أكفاء أو دعم لإنشاء مركز مميز للتكوين أو على الأقل دعم للتنقل للمشاركة في البطولة في أحسن الظروف، مشاكل لا يزال يعاني منها الفريق الوجدي في ظل غياب هذا المستشهرين.

## الألقاب والإنجازات
البطولة الوطنية المغربية
- البطل (1): 1974-75.[2]
- الوصيف (1): 1976-77.[2]

كأس العرش
- البطل (4): 1957، 1958، 1960، 1962.[3]
- الوصيف (1): 1959.[3]

كأس السوبر المغربي
- البطل (1): 1960.

الدوري المغربي لكرة القدم القسم الثاني
- البطل (1): 2002-03.

## شعار النادي

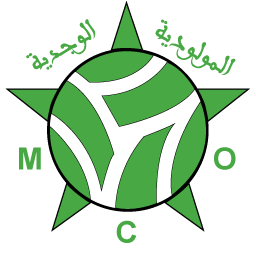

## المنشئات والمرافق الرياضية
الملعب الشرفي بوجدة هو الملعب الرسمي للفريق وهو ملعب متعدد الأغراض. يستخدم في الغالب لمباريات كرة القدم. يتسع الملعب لـ 35000 شخص.
خضع الملعب الشرفي لإصلاحات على مدى أشهر عديدة سنة 2018. نتج عن هذه الإصلاحات إزالة العشب الإصطناعي و زرع عشب طبيعي بجودة عالية, إصلاح و رفع مستوى الإنارة, ترميم المدرجات, تثبيت كراسي جديدة, تغيير الحلبة الأولمبية, ترميم مرافق الملعب (مستودعات الملابس, مرافق صحية) و تثبيت سياج جديد داخل الملعب يفصل بين المدرجات و أرضية الميدان.

## معرض الصور

صورة للملك الراحل محمد الخامس وهو يسلم أول كأس عرش لفريق مولودية وجدة بعد استقلال المغرب، نظمت أول كأس عرش سنة 1957.
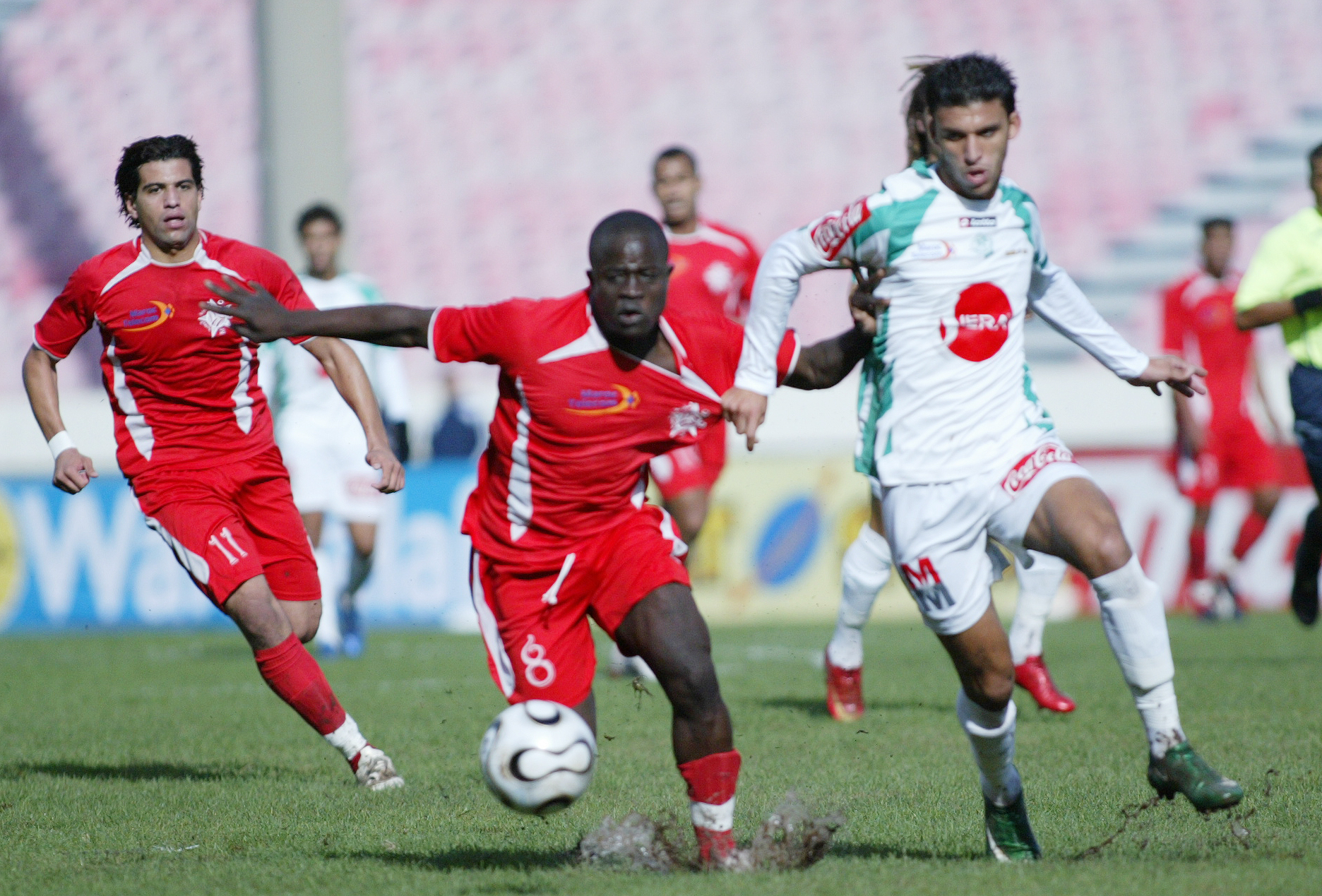
من مباراة الرجاء الرياضي والمولودية الوجدية سنة 2008.
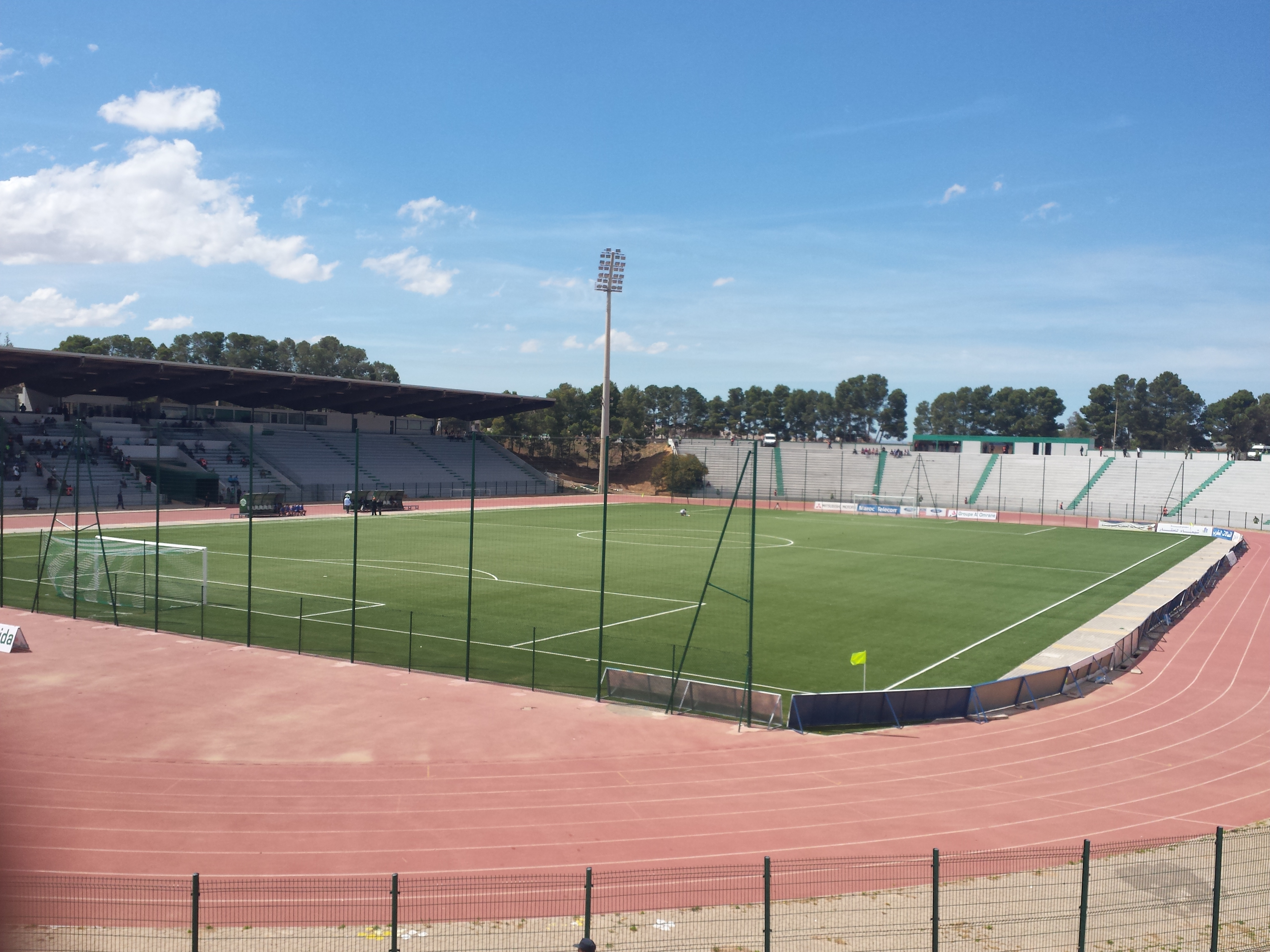
الملعب الشرفي بوجدة

## وصلات خارجية
- الموقع الرسمي لفريق المولودية الوجدية.